# Siomón Brecc
Siomón Brecc (le tacheté ou l'orné ), fils d' Áedan Glas, fils de Nuadu Finn Fáil, est selon les légendes médiévales et la tradition pseudo historique irlandaise un  Ard ri Erenn.

## Règne
Siomón  prend le pouvoir après avoir tué le précédent Ard ri Erenn, Sétna Innarraid, et règne 6 ans avant d'être tué par Dui Finn le fils de Sétna.
Le Lebor Gabála Érenn synchronise son règne avec celui de  Xerxès Ier (485–465 av. J.-C. ). La chronologie de Geoffrey Keating Foras Feasa ar Éirinn date son règne  entre 685-679 av. J.-C. , et les Annales des quatre maîtres de 910-904 av. J.-C. .
Son fils  Muiredach Bolgrach sera à son tour Ard ri Erenn.

## Source
- (en) Cet article est partiellement ou en totalité issu de l’article de Wikipédia en anglais intitulé « Siomón Brecc » (voir la liste des auteurs), édition du 8 avril 2012.